# Neofetch
Neofetch é uma ferramenta de informação do sistema descontinuada escrita na linguagem de script shell Bash. Por padrão, no lado esquerdo está um logotipo da distribuição, renderizado em arte ASCII. Ao contrário de um monitor de sistema, a ferramenta apresenta apenas uma exibição estática das configurações básicas de hardware e software do computador e suas versões, normalmente sistema operacional, o host (ou seja, o nome técnico da máquina), tempo de atividade, gerenciadores de pacotes, o shell, resolução de exibição, ambiente de desktop, gerenciador de janelas, temas e ícones, o terminal do computador, CPU, GPU e RAM. O Neofetch também pode exibir imagens no terminal com w3m-img no lugar da arte do logotipo ASCII.
O desenvolvimento do Neofetch foi descontinuado em 26 de abril de 2024, quase quatro anos após sua última atualização.

## Exemplo de screenshots

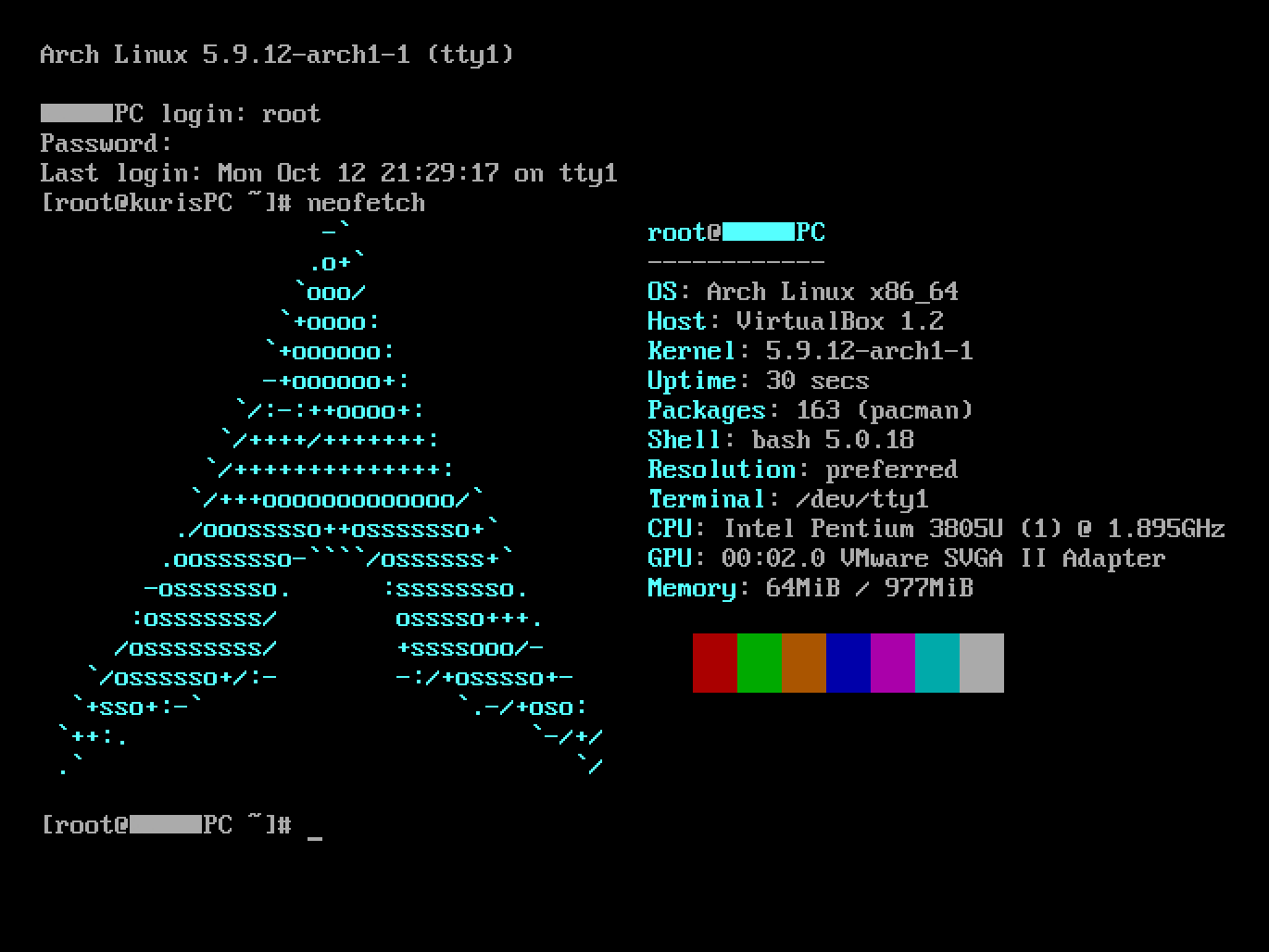
Neofetch mostrado no Arch Linux
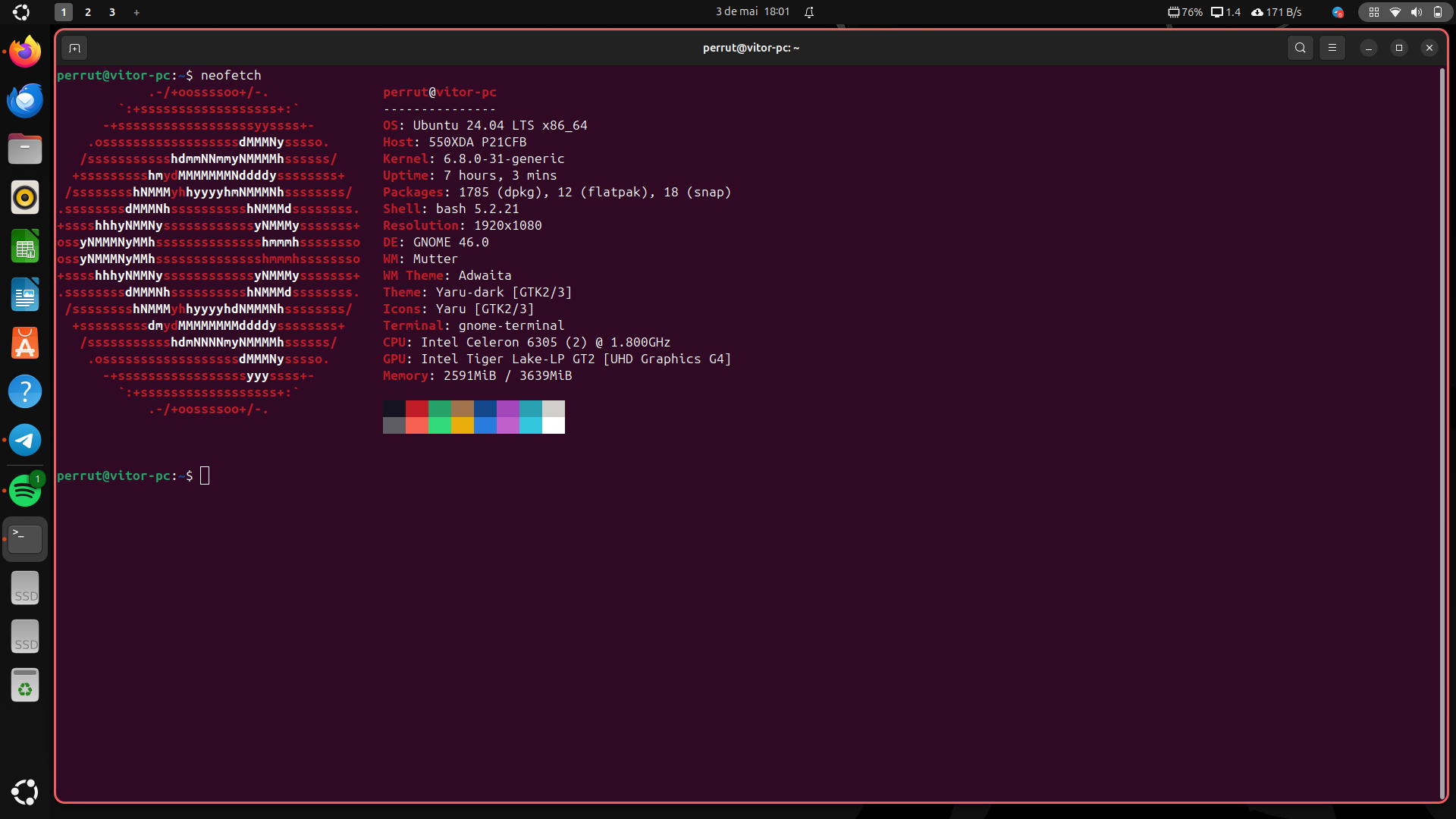
Neofetch mostrado no Ubuntu
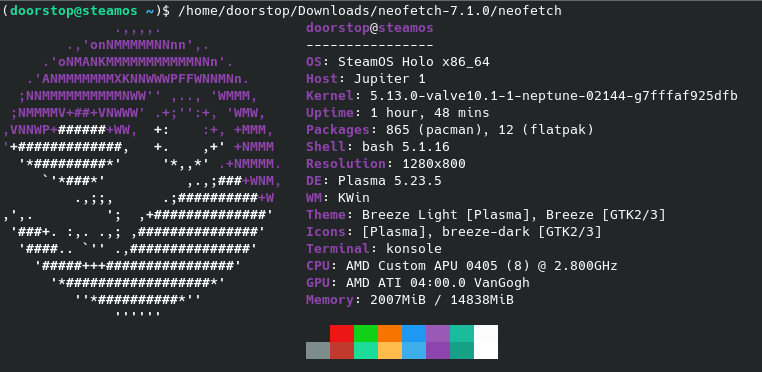
Neofetch mostrado na SteamOS
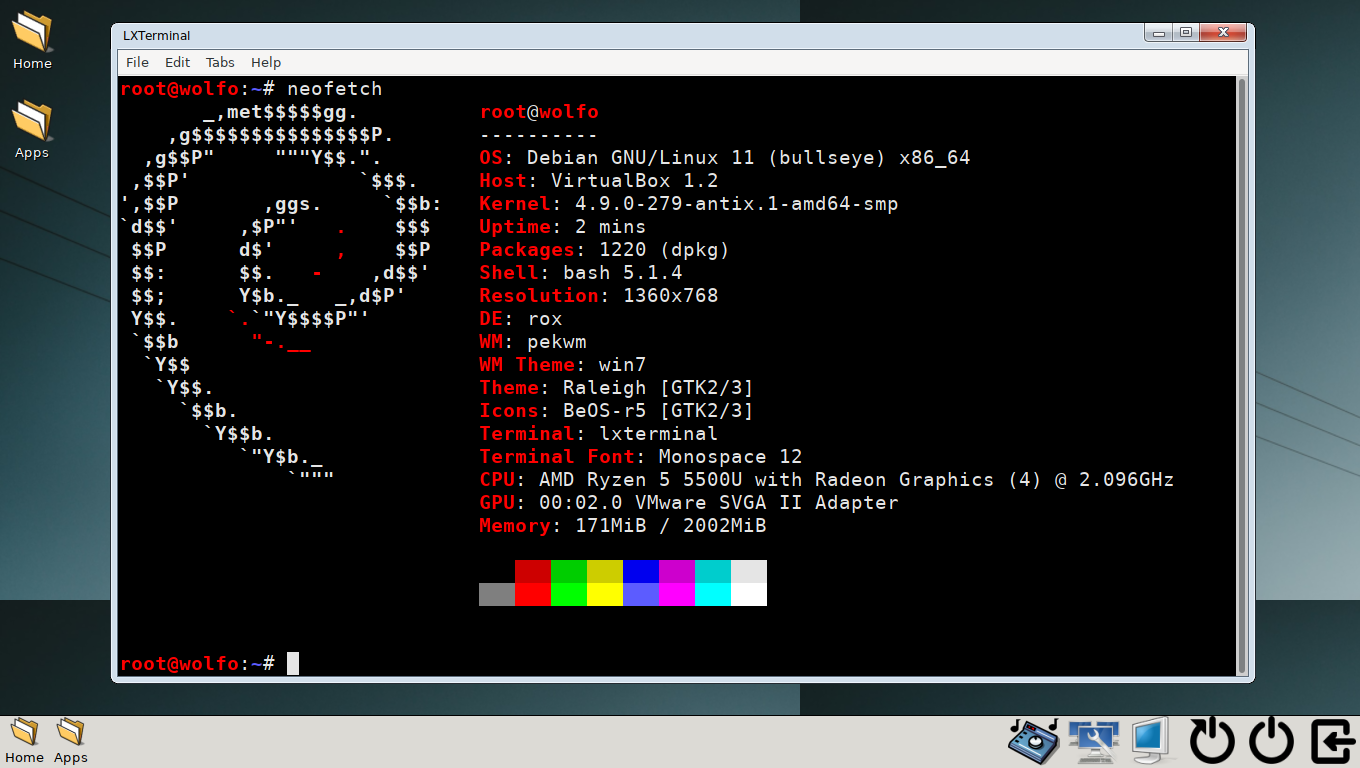
Neofetch mostrado no Debian
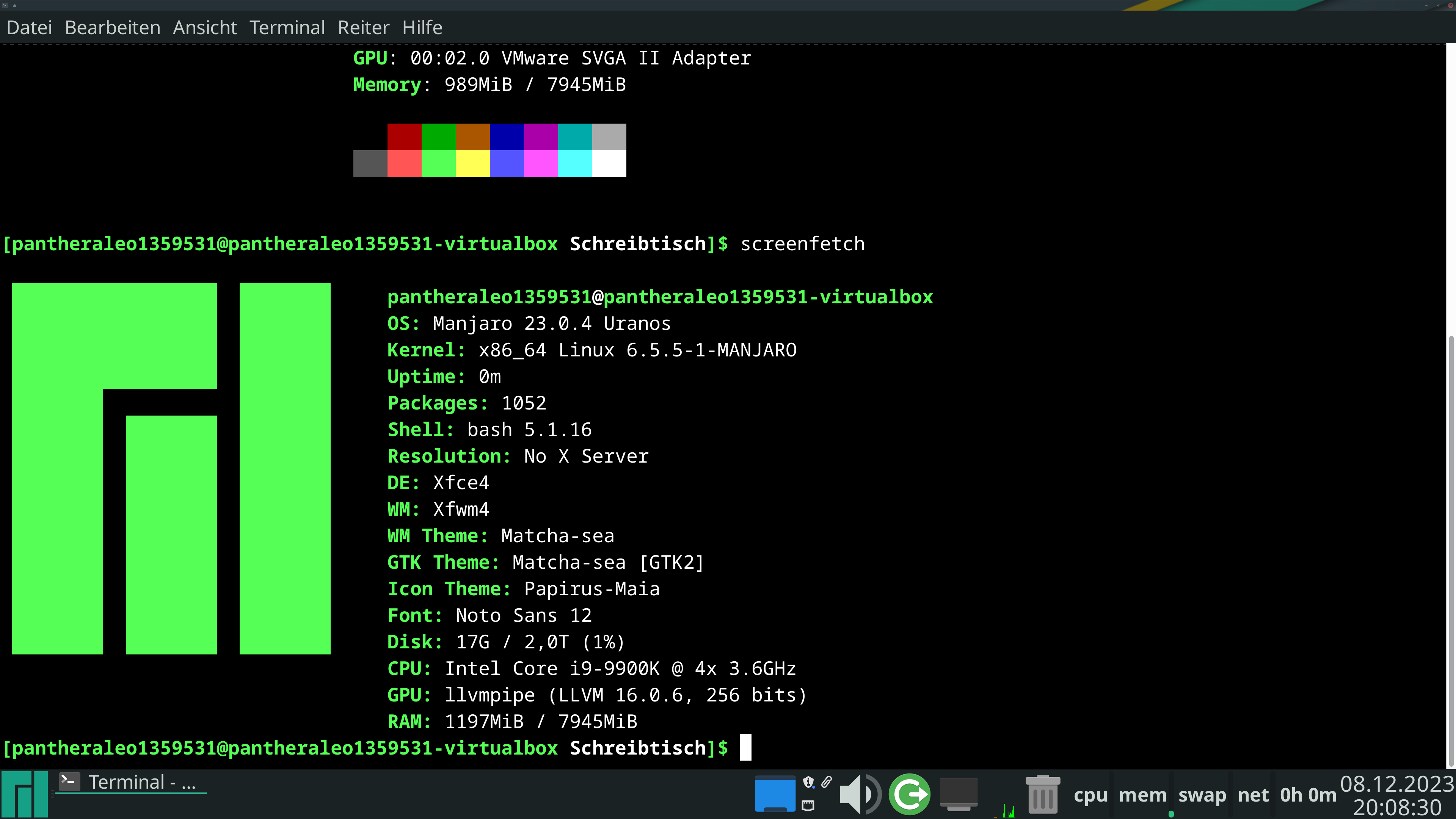
Neofetch mostrado no Manjaro

## Outras implementações
- afetch, escrito em ANSI C
- CoalFetch, um programa de uma linha em Java
- dosfetch, escrito em Pascal para DOS[9]
- efetch, escrito em C++
- fastfetch, um substituto do neofetch mantido, rico em recursos e orientado para o desempenho. Escrito em C.[10]
- fetch4FD e MySysInf para FreeDOS[11]
- gfetch, escrito em linguagem de script rc
- hfetch, escrito em Bash
- hyfetch, um fork atualizado do neofetch com as cores das bandeiras do orgulho LGBT[12]
- nerdfetch, busque script usando ícones e glifos de "Nerd Fonts" (obtido principalmente de Material Design e Font Awesome ) [13]
- nextfetch, escrito em Go
- Pasfetch, escrito em Pascal
- perlfetch, escrito em Perl
- pfetch, escrito em linguagem de script Bourne
- rfetch, escrito em Rust
- screenfetch, um script de busca de captura de tela escrito em Bash[14]
- swef, escrito em Lua
- swmfetch, escrito em Python
- ufetch, script de shell único para cada plataforma semelhante ao Unix[15]
- winfetch, escrito em linguagem de script Microsoft PowerShell[16]